# 骨隙蛛
骨隙蛛（学名：Coelotes sacratus）为暗蛛科隙蛛属的动物。在中国大陆，分布于云南、湖南等地。该物种的模式产地在云南昆明西山、湖南桑植县天平山。